# Дезорганизирано престъпление
„Дезорганизирано престъпление“ (на английски: Disorganized Crime) е американска екшън комедия от 1989 г. на режисьора Джим Куф. Във филма участват Фред Гуин, Лу Даймънд Филипс и Ед О'Нийл.
Филмът е пуснат по кината в САЩ на 14 април 1989 г.

## Актьорски състав
- Фред Гуин – Макс Грийн
- Лу Даймънд Филипс – Рей Форджи
- Рубен Блейдс – Карлос Бариос
- Уилям Ръс – Ник Бартковски
- Корбин Бърнсън – Франк Салазар
- Ед О'Нийл – детектив Джордж Денвър
- Даниел Рубък – детектив Бил Лониган
- Хойт Акстън – шериф Хенолт